# جانفرانکو پائولوچی
جانفرانکو پائولوچی (انگلیسی: Gianfranco Paolucci؛ زادهٔ ۱۸ فوریهٔ ۱۹۳۴) ورزشکار شمشیربازی اهل ایتالیا است.
وی در مسابقات کشوری و بین‌المللی در مجموع برندهٔ ۱ مدال نقره شده‌است.